# 33e corps d'armée (Allemagne)
Pour les articles homonymes, voir 33e corps d'armée.
Le 33e corps d'armée (en allemand : XXXIII. Armeekorps) était un corps d'armée de l'armée de terre allemande, la Heer, au sein de la Wehrmacht pendant la Seconde Guerre mondiale.

## Hiérarchie des unités
| Nom          | Nombre d'hommes     | Unités subalternes                | Grade de commandement                 |
| ------------ | ------------------- | --------------------------------- | ------------------------------------- |
| Heeresgruppe | + 300 000           | 2 à + Armeen (Armées)             | Generaloberst ou Generalfeldmarschall |
| Armee        | + 100 000 - 300 000 | 2 à + Armeekorps (Corps d'armées) | General ou Generaloberst              |
| Armeekorps   | + 30 000 - 80 000   | 2 à + Divisionen (Division)       | Generalleutnant ou General            |
| Division     | + 10 000 – 20 000   | 2 à 6 Brigaden (Brigade)          | Generalmajor ou Generalleutnant       |
| Brigade      | + 3 000 – 5 000     | jusqu'à 3 Regimentern (Régiment)  | Oberst ou Generalmajor                |

## Historique
Le XXXIII. Armeekorps est formé le 23 janvier 1943 en Norvège à partir du  Höheres Kommando z.b.V. XXXIII.

## Organisation
| Date                               | Grade                  | Commandant                |
| ---------------------------------- | ---------------------- | ------------------------- |
| 23 janvier 1943 - 25 décembre 1943 | General der Artillerie | Erwin Engelbrecht         |
| 25 décembre 1943 - 10 août 1944    | General der Infanterie | Ludwig Wolff              |
| 10 août 1944 - 31 mars 1945        | General der Kavallerie | Karl-Erik Köhler          |
| 31 mars 1945 - 5 avril 1945        | Generalmajor           | Friedrich von Unger       |
| 5 avril 1945 - 8 mai 1945          | Generalleutnant        | Friedrich-Wilhelm Neumann |

| Date                           | Grade             | Commandant          |
| ------------------------------ | ----------------- | ------------------- |
| 23 janvier 1943 - 25 mars 1943 | Oberst i.G.       | Karl Jank           |
| 25 mars 1943 - Mars 1945       | Generalmajor i.G. | Friedrich von Unger |
| Mars 1945 - 8 mai 1945         | Oberst i.G.       | Karl Zipper         |

| Date                            | Grade      | Commandant               |
| ------------------------------- | ---------- | ------------------------ |
| 23 janvier 1943 - Mai 1944      | Major i.G. | Gerhard Liesner          |
| 10 juin 1944 - 10 décembre 1944 | Major i.G. | Louis-Ferdinand Bennecke |
| Décembre 1944 - Février 1945    | Major i.G. | Wolfgang Kreßner         |
| Février 1945 - 8 mai 1945       | Major i.G. | Ludwig Wunder            |

## Théâtres d'opérations
- Centre de la Norvège : Janvier 1942 - Mai 1945

## Ordre de batailles

### Rattachement d'Armées
| Date            | Armée             | Groupe d'Armées |
| --------------- | ----------------- | --------------- |
| 23 janvier 1943 | AOK Norwegen      | OKW             |
| Janvier 1944    | AOK Norwegen      | OKW             |
| Janvier 1945    | 20. Gebirgs-Armee | OKW             |

### Unités subordonnées

#### Unités organiques
- Korps-Nachrichten-Abteilung 433
- Korps-Nachschubtruppen 433

#### Unités rattachées

##### 7 juillet 1943
- 181. Infanterie-Division
- 702. Infanterie-Division
- 14. Luftwaffen-Feld-Division

##### 26 décembre 1943
- 295. Infanterie-Division
- 702. Infanterie-Division
- 14. Feld-Division (L)

##### 1ermars 1945
- 295. Infanterie-Division
- 702. Infanterie-Division
- 199. Infanterie-Division
- 14. Feld-Division (L)

## Sources
- XXXIII. Armeekorps sur Lexikon-der-wehrmacht.de